# Gouvernement Paasikivi III
République de Finlande
Paasikivi II Pekkala
Le gouvernement Paasikivi III est le 30ème gouvernement de la République de Finlande, composé du Parti social-démocrate de Finlande, de la Ligue démocratique du peuple finlandais, de l'Union agraire, du Parti progressiste national et du Parti populaire suédois de Finlande.
La coalition au pouvoir a formé le gouvernement majoritaire et fonctionné du 17 avril 1945 au 26 mars 1946, soit pendant 344 jours.

## Composition
Le gouvernement est composé des ministres suivants:
| Ministère                                           | Ministre             | Période                | Parti | Parti         |
| --------------------------------------------------- | -------------------- | ---------------------- | ----- | ------------- |
| Premier ministre                                    | Juho Kusti Paasikivi | 17.4.1945 - 9.3.1946   |       | Sans          |
| vice-premier ministre                               | Mauno Pekkala        | 27.4.1945 – 26.3.1946  |       | SKDL          |
| vice-premier ministre                               | Eero Wuori           | 7.8.1945 – 29.9.1945   |       | SDP           |
| vice-premier ministre                               | Eino Kilpi           | 15.9.1945 – 26.3.1946  |       | SDP           |
| Ministre des Affaires étrangères                    | Carl Enckell         | 17.4.1945 – 26.3.1946  |       | Sans          |
| Vice-ministre des Affaires étrangères               | Reinhold Svento      | 17.4.1945 – 26.3.1946  |       | SDP           |
| Vice-ministre des Affaires étrangères               | Åke Gartz            | 27.4.1945 – 26.3.1946  |       | Sans          |
| Ministre de la Justice                              | Urho Kekkonen        | 17.4.1945 – 26.3.1946  |       | Maalaisliitto |
| Ministre de l'Intérieur                             | Yrjö Leino           | 17.4.1945 – 26.3.1946  |       | SKDL          |
| Vice-ministre de l'Intérieur                        | Eemil Luukka         | 17.4.1945 – 26.3.1946  |       | Maalaisliitto |
| Ministre de la Défense                              | Mauno Pekkala        | 17.4.1945 – 26.3.1946  |       | SKDL          |
| Ministre des Finances                               | Sakari Tuomioja      | 17.4.1945 – 17.7.1945  |       | Edistyspuolue |
| Ministre des Finances                               | Ralf Törngren        | 17.7.1945 – 26.3.1946  |       | RKP           |
| Vice-ministre des Finances                          | Eemil Luukka         | 17.4.1945 – 26.3.1946  |       | Maalaisliitto |
| Ministre de l'Éducation                             | Johan Helo           | 17.4.1945 – 28.12.1945 |       | SKDL          |
| Ministre de l'Éducation                             | Eino Pekkala         | 28.12.1945 – 26.3.1946 |       | SKDL          |
| Ministre de l'Agriculture                           | Kalle Jutila         | 17.4.1945 – 29.9.1945  |       | Maalaisliitto |
| Ministre de l'Agriculture                           | Vihtori Vesterinen   | 9.11.1945 – 26.3.1946  |       | Maalaisliitto |
| Vice-ministre de l'Agriculture                      | Eemil Luukka         | 17.4.1945 – 26.3.1946  |       | Maalaisliitto |
| Ministre des transports et des travaux publics      | Eero Wuori           | 17.4.1945 – 29.9.1945  |       | SDP           |
| Ministre des transports et des travaux publics      | Onni Peltonen        | 9.11.1945 – 26.3.1946  |       | SDP           |
| Vice-ministre des transports et des travaux publics | Yrjö Murto           | 17.4.1945 – 26.3.1946  |       | SKDL          |
| Vice-ministre des transports et des travaux publics | Kaarlo Hillilä       | 22.11.1945 – 26.3.1946 |       | Maalaisliitto |
| Vice-ministre des transports et des travaux publics | Onni Hiltunen        | 14.2.1946 – 26.3.1946  |       | SDP           |
| Ministre du commerce et de l'industrie              | Åke Gartz            | 17.4.1945 – 26.3.1946  |       | Sans          |
| Vice-ministre du commerce et de l'industrie         | Uuno Takki           | 15.6.1945 – 26.3.1946  |       | SDP           |
| Ministre des Affaires sociales                      | Eino Kilpi           | 17.4.1945 – 26.3.1946  |       | SDP           |
| Vice-ministre des Affaires sociales                 | Matti Janhunen       | 17.4.1945 – 26.3.1946  |       | SKDL          |
| Vice-ministre des Affaires sociales                 | Eero Wuori           | 27.4.1945 – 29.9.1945  |       | SDP           |
| Vice-ministre des Affaires sociales                 | Kaarlo Hillilä       | 22.11.1945 – 26.3.1946 |       | Maalaisliitto |
| Vice-ministre des Affaires sociales                 | Onni Hiltunen        | 14.2.1946 – 26.3.1946  |       | SDP           |
| Ministre des Affaires économiques                   | Kaarlo Hillilä       | 17.4.1945 – 26.3.1946  |       | Maalaisliitto |
| Vice-ministre des Affaires économiques              | Uuno Takki           | 17.4.1945 – 26.3.1946  |       | SDP           |
| Vice-ministre des Affaires économiques              | Eero Wuori           | 27.4.1945 – 29.9.1945  |       | SDP           |
| Vice-ministre des Affaires économiques              | Onni Hiltunen        | 14.2.1946 – 26.3.1946  |       | SDP           |